# 월드카
월드카(world car)라는 용어는 판매되는 개별 시장 내에서 사소한 변경을 취하여 세계 자동차 시장의 요구를 충족하기 위해 설계된 자동차를 설명하기 위해 사용되는 공학적 전략이다. 월드카 프로그램의 목표는 전 세계 자동차 바이어들의 품질의 기대를 충족하는 최고의 제품을 전달하면서도 비용 절감을 목적으로 특정 클래스의 단일 차량의 부품과 설계를 표준화함으로써 비용을 절약하고 품질을 높이는 것이다. 예를 들면 포드 몬데오, 포커스 등을 들 수 있다.